# Segundo Ruiz Belvis
Segundo Ruiz Belvis (Hormigueros, 13 de maig de 1829 - Valparaíso, 3 de novembre de 1867), fou un abolicionista i polític porto-riqueny, defensor de la independència de Puerto Rico.
Ruiz Belvis va néixer a Hormigueros, Puerto Rico, llavors un barri del municipi de Mayagüez, fill  de José Antonio Ruiz i Manuela Belvis. Va rebre la seva educació primària a Aguadilla. Segundo Ruiz Belvis va anar a Veneçuela i es va graduar en filosofia a la Universitat de Caracas. Més tard va obtenir el títol de Dret a la Universitat Central de Madrid, a Espanya. Durant la seva estada a Espanya, ell es relacionà amb persones liberals i reformistes que proposaven l'abolició d'esclavitud.

## Abolicionista
El 1859, Ruiz Belvis va retornar a Puerto Rico i va fer amistat amb Ramón Emeterio Betances, afiliant-se a "La Societat Secreta Abolicionista " fundada per Betances. La societat batejava i emancipava milers de nens esclaus negres. L'esdeveniment, que va ser conegut com a "aguas de libertad" (aigües de llibertat), va ser dut a terme a la Catedral de Mayagüez.
Més tard, va es va trasl·ladar a la ciutat de Mayagüez on es va establir com a advocat. Ruiz Belvis va ser anomenat Jutge la Pau pels ciutadans de la ciutat. Més tard fou triat representant a  l'ajuntament de Mayagüez. Les seves responsabilitats van incloure vetllar pel benestar dels esclaus en el seu districte i l'administració de fons públics. Ruiz Belvis va esdevenir implicat en política i va defensar la causa d'abolicionisme en l'illa.
El 1865 a Madrid, va representar la causa abolicionista a les Corts Generals. Tot i que les seves idees van ser considerades perilloses pels governants espanyols per la seva amenaça a l'ordre existent, va ajudar començar el moviment que finalment portaria a l'alliberació dels esclaus en les Colònies espanyoles restants dins Llatinoamèrica. El 1866, després de la mort del seu pare, Segundo Ruiz Belvis va heretar la seva hacienda familiar Josefa i la seva primera decisió va ser alliberar els esclaus.

## Defensa de la independència de Puerto Rico

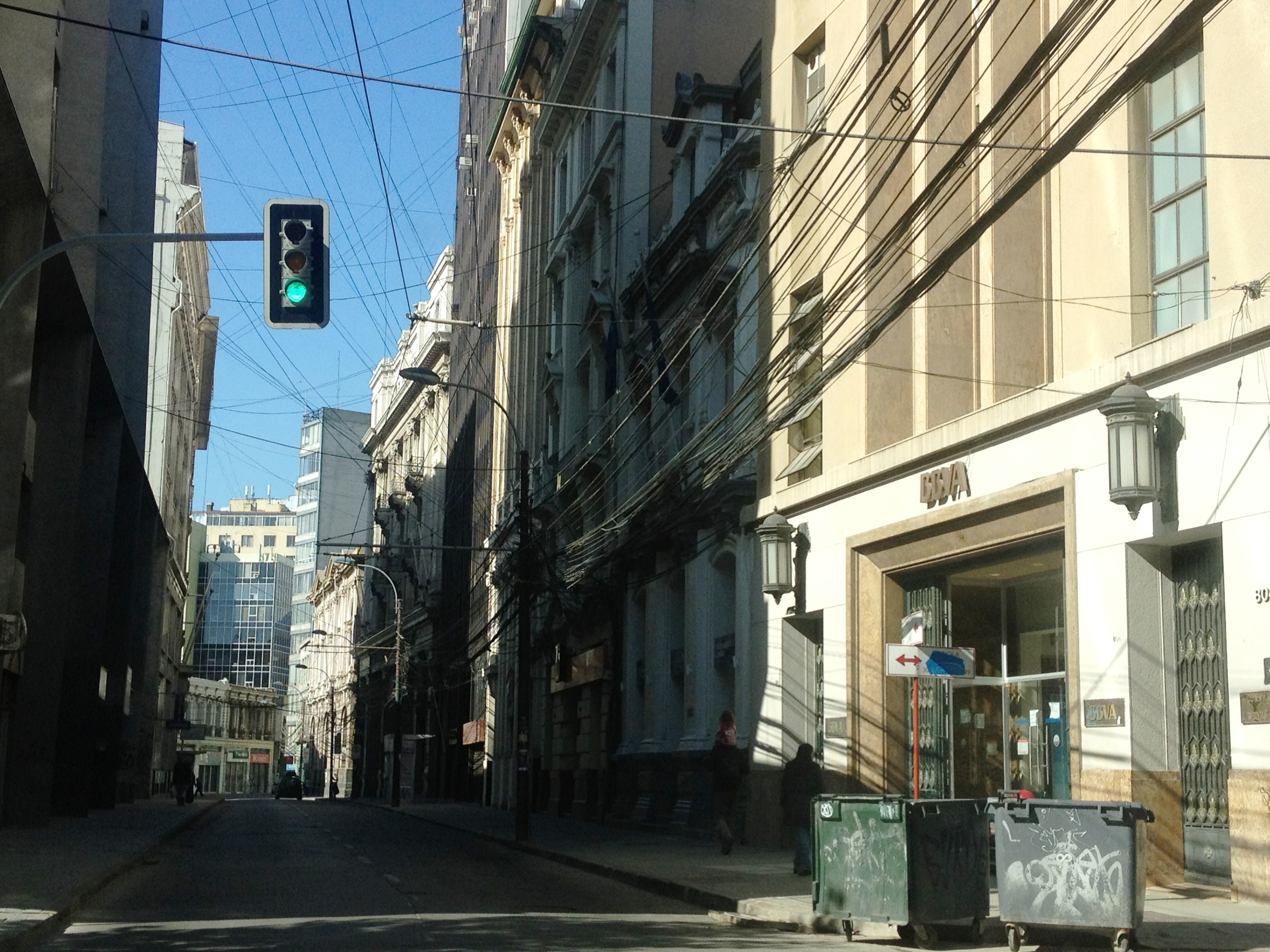
Carrer Prat, Valparaíso, Xile. A aquesta ubicació aproximada va estar l'Hotel Aubry, on Segundo Ruiz Belvis va morir el 1867.

Al retornar a Puerto Rico, Ruiz Belvis va descobrir que el governador espanyol, José María Marchesi Oleaga, estava en contra de les idees liberals que Ruiz Belvis i els seus amics tenien i tots van ser expulsats a l'exili.
Ruiz Belvis finalment va anar a Nova York el 1866, on, juntament amb Betances i altres companys, va formar el Comitè Revolucionari de Puerto Rico per la independència de l'illa. Van desenvolupar un pla per enviar una expedició armada a Puerto Rico, el que va acabar sent conegut com el Crit de Lares. Durant aquell temps, Ruiz Belvis es va posar malalt i encara tingué temps per viatjar a Xile a buscar fons per la revolució planejada.
Ruiz Belvis va morir en Valparaiso el 3 de novembre de 1867 per jna gangrena de Fournier. Va morir abans de la revolta l'any següent, del Crit de Lares que va fracassar. L'esclavitud fou finalment abolida a Puerto Rico el 22 de març de 1873. És enterrat en la capella del Cementiri d'Hormigueros.